# Veysel Eroğlu
Veysel Eroğlu né le 18 août 1948 à Şuhut, est un universitaire et homme politique turc.
Diplômé de la faculté de génie civile de l'Université technique d'Istanbul et du département d'histoire de la faculté de lettres d'Université d'Istanbul.
Il devient professeur de génie de l'environnement dans la faculté de génie civile de l'Université technique d'Istanbul. Entre 1994-2002, il est directeur général de la direction de la canalisation et des eaux (İSKİ), entre 2003-2007, il est directeur général des affaires hydrauliques d'État (DSİ). Entre juillet 2007-juin 2015 et depuis novembre 2015, il est député d'Afyonkarahisar et entre juin-novembre 2015 député d'İzmir, ministre de l'environnement et des forêts (2007-2011), ministre des forêts et des affaires hydrauliques (2011-2018). Il est marié et a 4 enfants.